# Volvo Car Open 2016
Il Volvo Car Open è stato un torneo femminile di tennis giocato sulla terra verde. È stata la 44ª edizione del Volvo Car Open, che fa parte della categoria Premier nell'ambito del WTA Tour 2016. Il torneo si è giocato al Family Circle Tennis Center di Charleston dal 4 al 10 aprile 2016.

## Partecipanti

### Teste di serie
| Nazionalità | Giocatrice          | Ranking* | Testa di serie |
| ----------- | ------------------- | -------- | -------------- |
| Germania    | Angelique Kerber    | 3        | 1              |
| Svizzera    | Belinda Bencic      | 10       | 2              |
| Stati Uniti | Venus Williams      | 14       | 3              |
| Rep. Ceca   | Lucie Šafářová      | 15       | 4              |
| Italia      | Sara Errani         | 18       | 5              |
| Germania    | Andrea Petković     | 21       | 6              |
| Stati Uniti | Sloane Stephens     | 22       | 7              |
| Stati Uniti | Madison Keys        | 24       | 8              |
| Serbia      | Jelena Janković     | 26       | 9              |
| Australia   | Samantha Stosur     | 27       | 10             |
| Francia     | Kristina Mladenovic | 29       | 11             |
| Australia   | Dar'ja Gavrilova    | 34       | 12             |
| Romania     | Irina-Camelia Begu  | 35       | 13             |
| Russia      | Dar'ja Kasatkina    | 36       | 14             |
| Germania    | Sabine Lisicki      | 37       | 15             |
| Giappone    | Misaki Doi          | 44       | 16             |
| Canada      | Eugenie Bouchard    | 45       | 17             |

* Le teste di serie sono basate sul ranking al 21 marzo 2016

### Altre partecipanti
Le seguenti giocatrici hanno ricevuto una wild card per il tabellone principale:
- Frances Altick
- Louisa Chirico
- Shelby Rogers

Le seguenti giocatrici sono entrate nel tabellone principale utilizzando il ranking protetto:
- Petra Cetkovská (ritirata)
- Peng Shuai

Le seguenti giocatrici sono passate dalle qualificazioni:

- Cindy Burger
- Çağla Büyükakçay
- Sesil Karatančeva
- Lesley Kerkhove
- Aleksandra Krunić
- Kristína Kučová
- Naomi Ōsaka
- Elena Vesnina

Le seguenti giocatrici sono entrate nel tabellone principale come Lucky Loser:
- Jana Čepelová
- Patricia Maria Tig

## Campionesse

### Singolare
Sloane Stephens ha sconfitto in finale  Elena Vesnina con il punteggio di 7–6(4), 6-2.
- È il quarto titolo in carriera per la Stephens, terzo della stagione e primo titolo premier.

### Doppio
Caroline Garcia /  Kristina Mladenovic hanno sconfitto in finale  Bethanie Mattek-Sands /  Lucie Šafářová con il punteggio di 6-2, 7-5.